# Skorowidz

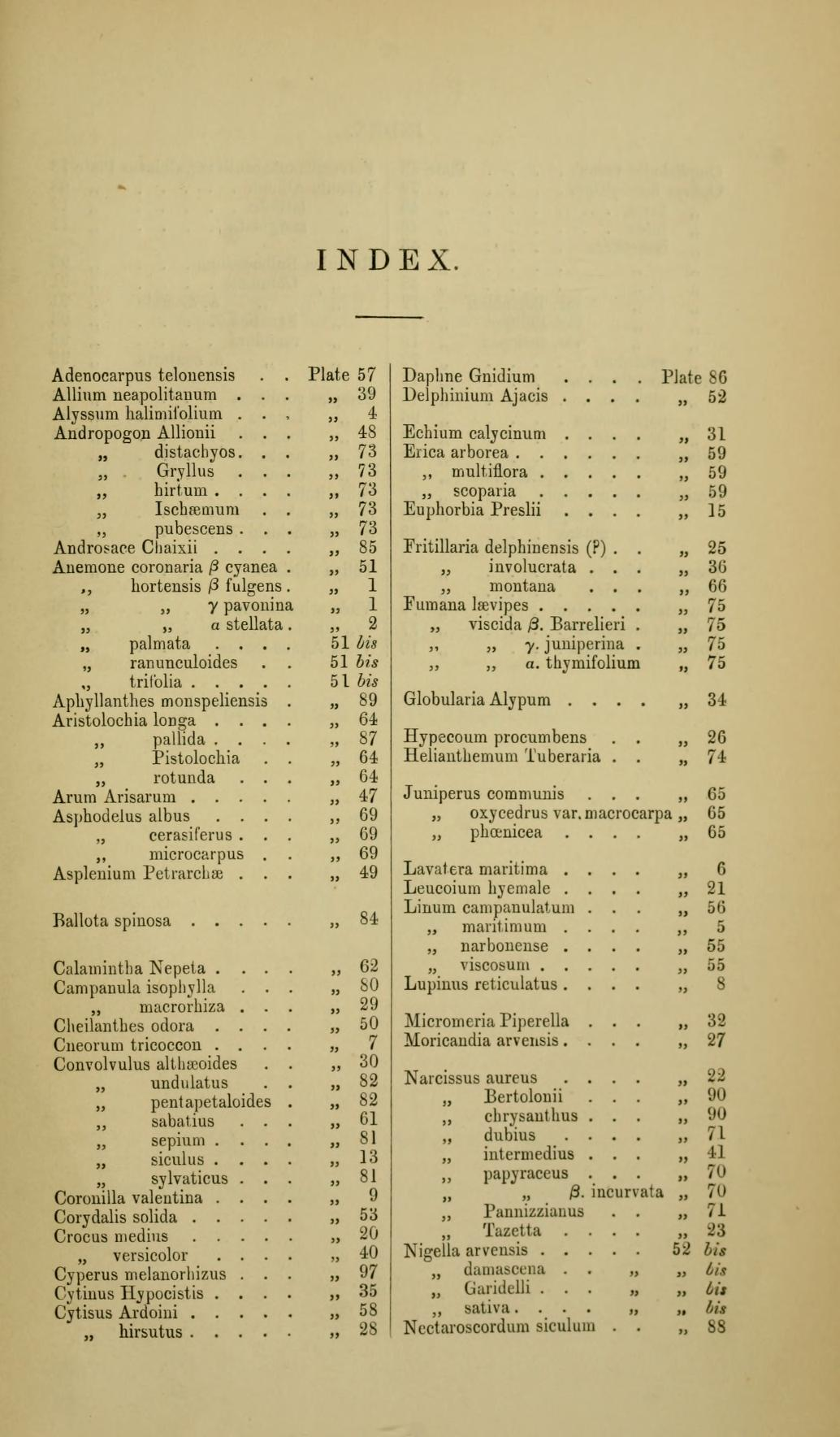
Alfabetyczny skorowidz roślin w książce, 1871

Skorowidz (indeks) – zestawienie zawartych w dokumencie zagadnień, pojęć, nazw i nazwisk, umieszczane zazwyczaj pod koniec pracy.
Skorowidz jest fundamentalnym, najczęściej stosowanym obok spisu treści rodzajem wykazów, jego rozwinięciem i uzupełnieniem. Spis treści pokazuje ogólną strukturę pracy, natomiast skorowidz rozwija i uszczegóławia jej zawartość. Korzystając ze spisu treści, sięga się do całych bloków zagadnień, natomiast skorowidz pozwala czytelnikowi sięgnąć do konkretnych tematów. Spis treści zawiera kilkanaście lub kilkadziesiąt pozycji, a skorowidz mieści ich w sobie kilkaset lub nawet czasem kilka tysięcy. Każda poważniejsza praca, zwłaszcza naukowa, jeśli ma poprawnie wypełniać swoją rolę informacyjną, powinna zawierać skorowidz.
Skorowidz jest tworzony na podstawie specjalnych, wprowadzonych przez autora kluczy pojęciowych, w miejscu wskazanym przez autora dokumentu. Jego zawartość i numery stron zmieniają się za każdym razem, gdy autor zmieni dokument, dodając np. do skorowidza nowe pojęcia i zmieniając numerację stron w swojej pracy. Opracowywanie skorowidzu (i wszystkich innych rodzajów spisów w dokumencie) powinno następować już po zakończeniu redagowania dokumentu.
Hasła skorowidza, oznaczone przez autora, mogą być jedno- lub wielopoziomowe – te ostatnie mają charakter tematycznych gniazd grupujących pokrewne treściowo zagadnienia.